# William Booth
William Booth (10 tháng 4 năm 1829 – 20 tháng 8 năm 1912) là nhà sáng lập và Tướng quân đầu tiên (1878–1912) của Cứu Thế Quân (Salvation Army). William Booth được chọn vào danh sách 100 người Anh vĩ đại nhất thuộc mọi thời đại (thứ 71), thực hiện bởi BBC trong năm 2002.

## Thiếu thời
Booth chào đời tại Sneinton, Notingham, Anh Quốc, là con trai duy nhất trong số bốn người con của Samuel Booth (1775-1832) và Mary Moss (1794-1875). Cha của Booth là một người giàu có, nhưng mất hết tài sản vì thua lỗ trong đầu tư, để lại người vợ goá cùng với con cái sống trong nghèo túng.
Năm 13 tuổi, William đến phụ việc tại một hiệu cầm đồ để giúp đỡ mẹ và chị em. Năm 1845, sau khi trải nghiệm sự tái sanh trong tâm linh, William bắt đầu đọc nhiều sách cũng như tự trau dồi kỹ năng viết và diễn thuyết để trở thành một truyền đạo tình nguyện (lay preacher) cho giáo hội Giám Lý. Năm 1849 William dời đến sống ở Luân Đôn, thường xuyên gởi cho gia đình một phần lợi tức kiếm được trong khi làm việc tại hiệu cầm đồ.
Booth tiếp tục công việc của một truyền đạo tình nguyện cho đến năm 1852, khi ông được bổ nhiệm mục sư, bắt đầu du hành bất cứ nơi đâu ông có thể đến để rao giảng phúc âm như tại Linconshire, Yorkshire, Cornwall và xứ Wales.

## Hôn nhân và Gia đình
William Booth và Catherine Mumford kết hôn ngày 16 tháng 6 năm 1855 tại nhà thờ Tự trị Giáo đoàn Stockwell Green, Luân Đôn. Bà trở nên người đồng sự đắc lực cho ông trong các công tác Cơ Đốc, bản thân bà cũng là một nhà truyền đạo đầy nhiệt huyết cho đến khi qua đời năm 1890. Ông bà có tám người con, hai trong số đó chia sẻ với cha mẹ mình lý tưởng phục vụ xã hội qua các chương trình thiện nguyện của Cứu Thế Quân. Cả hai, Bramwell Booth và Evangeline Booth, lần lượt đảm trách cương vị lãnh đạo tối cao, Tướng quân thứ nhì và thứ tư của Cứu Thế Quân.
Mặc dù đang là một nhà truyền bá phúc âm (evangelist) thành công, giáo hội điều động ông về quản nhiệm một nhà thờ. Năm 1861, sau bốn lần xin được dành trọn thời gian cho công tác truyền bá phúc âm và bị từ chối, Booth quyết định rời bỏ giáo hội.
Vì bị cấm hoạt động trong phạm vi các giáo đoàn Giám Lý, ông trở thành một nhà truyền bá phúc âm độc lập, dù vẫn tiếp tục duy trì niềm xác tín của mình vào nền thần học Giám Lý. Sự giảng dạy của ông tập chú vào sự trừng phạt đời đời dành cho người không được cứu, sự cần thiết phải hối cải và lời hứa về sự thánh khiết được thể hiện trong đời sống ngập tràn tình yêu dành cho Thiên Chúa và cho nhân loại.
Thời gian làm công tại hiệu cầm đồ và sự nghèo túng của gia đình đã giúp ông học biết cảm thông với sự túng thiếu của người nghèo khó.

## Cứu Thế Quân
Năm 1865, ông và Catherine thành lập Hiệp hội Phục hưng Cơ Đốc, sau đổi thành Christian Mission trong khu East End (khu nghèo nhất Luân Đôn thời bấy giờ), tại đây họ tổ chức các buổi nhóm mỗi tối trong tuần và vào chủ nhật. Họ rao giảng sự hối cải, sự cứu rỗi và nền đạo đức Cơ Đốc cho những người nghèo nhất và túng thiếu nhất, kể cả người nghiện rượu, tội phạm và phụ nữ mại dâm.
Booth và những người theo ông thực thi những điều họ rao giảng. Họ sống cuộc đời hi sinh và tiến hành các công tác xã hội như thành lập các cửa hàng "Thực phẩm cho Triệu người" (một chuỗi các cửa hàng cung cấp thực phẩm miễn phí hoặc với giá rẻ cho người nghèo tại các đô thị) mà không hề quan tâm đến việc họ bị chế giễu và phỉ báng vì những hoạt động từ thiện này.

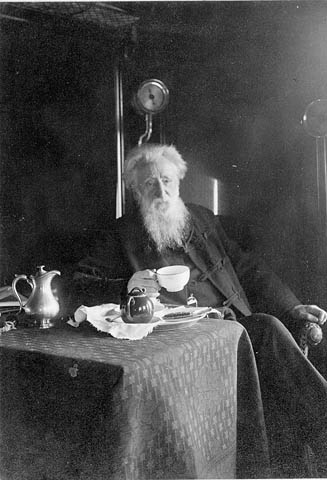
Mục sư William Booth, Tướng quân của Cứu Thế Quân

Năm 1878, Christian Mission được đổi tên thành Cứu Thế Quân, mô phỏng quân đội trong một số phương diện như cơ cấu tổ chức và đồng phục. Ông trở thành Tướng quân (General) trong khi các mục sư trở thành sĩ quan với các cấp bậc tương ứng.
Dù những năm đầu hết sức khó khăn, luôn không đủ tiền để cứu giúp số lượng người túng thiếu đang gia tăng, Tướng quân và Cứu Thế Quân vẫn kiên gan bền chí. Đến đầu thập niên 1880, nhiều chương trình được mở rộng sang đến các quốc gia khác như Hoa Kỳ, Pháp, Thụy Sĩ, Thụy Điển và đến hầu hết các xứ sở thuộc Đế chế Anh: Úc, Ấn Độ, Nam Phi, Tân Tây Lan, Jamaica...
Sự khởi đầu của Cứu Thế Quân tại các quốc gia khác thường đến từ những người lính Cứu Thế Quân di cư. Sau một vài thành công ban đầu, họ tìm cách liên lạc với Luân Đôn và yêu cầu gởi đến cho họ các sĩ quan. Trong những tình huống khác như ở Argentina, một người báo cho Booth biết hiện có hàng ngàn người Anh tại đó đang cần được cứu rỗi. Năm 1890, bốn sĩ quan được gởi đến và nhận ra rằng người Anh sống rải rác trong các cánh đồng hoang. Các giáo sĩ bắt đầu giảng dạy bằng tiếng Tây Ban Nha, các hoạt động của họ dần dần lan toả, thường theo đà phát triển của đường sắt, vì người Anh đang làm việc cho các công trình xây dựng đường sắt thường có thiện cảm với phong trào.
Suốt trong cuộc đời mình, Tướng quân đã thiết lập các chương trình hoạt động của Cứu Thế quân tại 58 quốc gia và khu thuộc địa, du hành đến nhiều nơi và tổ chức nhiều buổi nhóm rao giảng phúc âm.
Booth xuất bản một tạp chí định kỳ và là tác giả một vài cuốn sách; ông cũng sáng tác một vài ca khúc. Tác phẩm của ông In Darkest England and the Way Out (Anh Quốc trong Thời kỳ Đen tối nhất và Lối thoát) không chỉ là sách bán chạy nhất khi phát hành năm 1890, mà còn là nền tảng cho các kế hoạch phúc lợi xã hội của Cứu Thế Quân cho đến ngày nay. Trong tác phẩm này, Booth so sánh nước Anh "văn minh" với "Châu Phi đen tối" – khi ấy Phi châu còn được xem là lục địa của nghèo đói và lạc hậu. Theo nhận xét của Booth, chất lượng cuộc sống của phần lớn cư dân Luân Đôn và cả nước Anh sau cuộc Cách mạng Công nghiệp là tồi tệ không kém các nước bị xem là kém phát triển, và đưa ra chiến lược nhằm áp dụng Phúc âm và đạo đức nghề nghiệp (work ethic) cho nỗ lực giải quyết các vấn nạn của xã hội.
Cuốn sách bàn về các biện pháp giảm trừ tệ nạn xã hội và sự nghèo đói bằng cách thiết lập nhà tình thương cho người vô gia cư, các cộng đồng nông trang nhằm đào tạo tay nghề nông nghiệp cho dân nghèo đô thị, các trung tâm huấn nghiệp dành cho di dân, nhà cư trú cho phụ nữ lầm lỡ và cựu tù, cứu tế cho người nghèo và trợ giúp cho người nghiện rượu. Ông cũng lập kế hoạch cung ứng các hỗ trợ pháp lý, ngân hàng, y tế, trường dạy nghề và ngay cả các khu nghỉ dưỡng bờ biển cho người nghèo. Ông nói rằng nếu quốc gia không thể đáp ứng nghĩa vụ xã hội của mình thì mỗi tín hữu Cơ Đốc phải đứng ra gánh vác trách nhiệm ấy. Anh Quốc trong Thời kỳ Đen tối nhất và Lối thoát được tái bản vài lần mãi cho đến năm 1970.
Ngay trong phần dẫn nhập, Booth khẳng định,

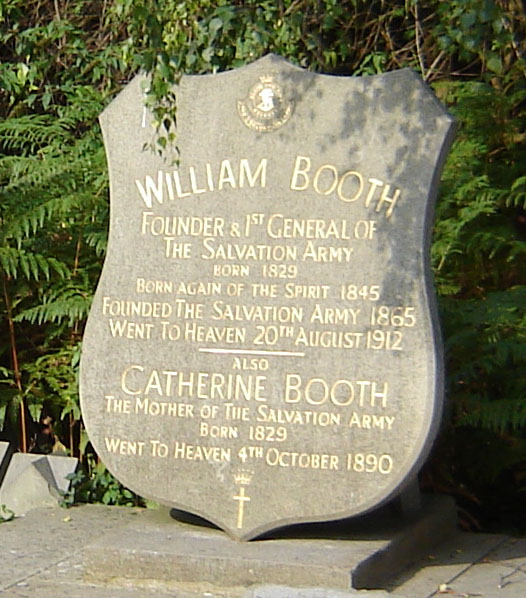
Mộ của William và Catherine Booth tại Stoke Newington

Thái độ của công chúng đối với Cứu Thế Quân và Tướng quân dần dần thay đổi theo chiều thuận lợi. Về sau, ông được tiếp kiến bởi các quân vương, hoàng đế và tổng thống là những người ngưỡng mộ ông. Ngay cả các phương tiện truyền thông cũng bắt đầu sử dụng danh hiệu "Tướng quân" với sự tôn trọng.
Tướng quân Booth giải thích, "Cứu thế chỉ đơn giản là thắng hơn và đánh bật cái xấu khỏi thế gian". Sứ mạng của ông là chinh phục thế giới cho Chúa Giê-xu. Cứu Thế Quân từ nguyên thủy là một phong trào phục hưng tôn giáo cách triệt để, rao giảng sự hối cải và đức tin vào Chúa Giê-xu Cơ Đốc để được tha thứ và tái sinh.
William Booth từ trần ở tuổi 83 tại Hadley Wood, Luân Đôn. Cùng với vợ, ông được an táng tại Nghĩa trang Abney Park, Luân Đôn.

## Tác phẩm
- In Darkest England and The Way Out Diggory Press, ISBN 978-1846853777
- Purity of Heart Diggory Press, ISBN 978-1846853760